# Triaspis matercula
Triaspis matercula är en stekelart som beskrevs av Martin 1956. Triaspis matercula ingår i släktet Triaspis och familjen bracksteklar. Inga underarter finns listade i Catalogue of Life.